# República Popular China en los Juegos Paralímpicos de Tokio 2020
La República Popular China estuvo representada en los Juegos Paralímpicos de Tokio 2020 por un total de 248 deportistas, 132 mujeres y 116 hombres.

## Medallistas
El equipo paralímpico chino obtuvo las siguientes medallas:
| Nombre | Deporte                       | Evento                                       |
| --- | ----------------------------- | -------------------------------------------- |
| Oro |                               |                                              |
| Wen Xiaoyan | Atletismo                     | 100 m T37 femenino                           |
| Wen Xiaoyan | Atletismo                     | 200 m T37 femenino                           |
| Wen Xiaoyan | Atletismo                     | Salto de longitud T37 femenino               |
| Zhou Xia | Atletismo                     | 100 m T35 femenino                           |
| Zhou Xia | Atletismo                     | 200 m T35 femenino                           |
| Zhou Zhaoqian | Atletismo                     | 100 m T54 femenino                           |
| Zhou Zhaoqian | Atletismo                     | 1500 m T54 femenino                          |
| Liu Cuiqing | Atletismo                     | 200 m T11 femenino                           |
| Liu Cuiqing | Atletismo                     | 400 m T11 femenino                           |
| Shi Yiting | Atletismo                     | 100 m T36 femenino                           |
| Shi Yiting | Atletismo                     | 200 m T36 femenino                           |
| Zou Lijuan | Atletismo                     | Jabalina F34 femenino                        |
| Zou Lijuan | Atletismo                     | Peso F34 femenino                            |
| Gao Fang | Atletismo                     | 100 m T53 femenino                           |
| Jiang Fenfen | Atletismo                     | 400 m T37 femenino                           |
| Zhang Liangmin | Atletismo                     | Disco F11 femenino                           |
| Mi Na | Atletismo                     | Disco F38 femenino                           |
| Dong Feixia | Atletismo                     | Disco F55 femenino                           |
| Yao Juan | Atletismo                     | Disco F64 femenino                           |
| Liu Li | Atletismo                     | Maza F32 masculino                           |
| Liu Li | Atletismo                     | Peso F32 masculino                           |
| Deng Peicheng | Atletismo                     | 100 m T36 masculino                          |
| Li Chaoyan | Atletismo                     | Maratón T46 masculino                        |
| Sun Pengxiang | Atletismo                     | Jabalina F41 masculino                       |
| Wu Guoshan | Atletismo                     | Peso F57 masculino                           |
| Di Dongdong | Atletismo                     | Salto de longitud T11 masculino              |
| Zhu Dening | Atletismo                     | Salto de longitud T38 masculino              |
| Liu Yutong | Bádminton                     | Individual WH2 femenino                      |
| Cheng Hefang | Bádminton                     | Individual SL4 femenino                      |
| Yang Qiuxia | Bádminton                     | Individual SU5 femenino                      |
| Qu Zimo | Bádminton                     | Individual WH1 masculino                     |
| Mai Jianpeng Qu Zimo | Bádminton                     | Dobles WH1-WH2 masculino                     |
| Li Zhangyu | Ciclismo en pista             | 1 km contrarreloj C1-3 masculino             |
| Chen Jianxin | Ciclismo en ruta              | Ruta T1-2 masculino                          |
| Chen Jianxin | Ciclismo en ruta              | Contrarreloj T1-2 masculino                  |
| Tan Shumei | Esgrima en silla de ruedas    | Espada individual B femenino                 |
| Tan Shumei | Esgrima en silla de ruedas    | Sable individual B femenino                  |
| Gu Haiyan | Esgrima en silla de ruedas    | Florete individual A femenino                |
| Bian Jing | Esgrima en silla de ruedas    | Sable individual A femenino                  |
| Rong Jing Zhou Jingjing Gu Haiyan | Esgrima en silla de ruedas    | Florete por equipos femenino                 |
| Rong Jing Bian Jing Tan Shumei | Esgrima en silla de ruedas    | Espada por equipos femenino                  |
| Feng Yanke | Esgrima en silla de ruedas    | Florete individual B masculino               |
| Feng Yanke | Esgrima en silla de ruedas    | Sable individual B masculino                 |
| Sun Gang | Esgrima en silla de ruedas    | Florete individual A masculino               |
| Li Hao | Esgrima en silla de ruedas    | Sable individual A masculino                 |
| Hu Daoliang Sun Gang Li Hao | Esgrima en silla de ruedas    | Florete por equipos masculino                |
| Guo Lingling | Levantamiento de potencia     | –41 kg femenino                              |
| Hu Dandan | Levantamiento de potencia     | –50 kg femenino                              |
| Tan Yujiao | Levantamiento de potencia     | –67 kg femenino                              |
| Deng Xuemei | Levantamiento de potencia     | +86 kg femenino                              |
| Qi Yongkai | Levantamiento de potencia     | –59 kg masculino                             |
| Liu Lei | Levantamiento de potencia     | –65 kg masculino                             |
| Yan Panpan | Levantamiento de potencia     | –97 kg masculino                             |
| Lu Dong | Natación                      | 50 m espalda S5 femenino                     |
| Lu Dong | Natación                      | 50 m mariposa S5 femenino                    |
| Lu Dong | Natación                      | 200 m estilos SM5 femenino                   |
| Liu Yu | Natación                      | 50 m espalda S4 femenino                     |
| Liu Yu | Natación                      | 150 m estilos SM4 femenino                   |
| Ma Jia | Natación                      | 50 m libre S11 femenino                      |
| Ma Jia | Natación                      | 200 m estilos SM11 femenino                  |
| Jiang Yuyan | Natación                      | 50 m mariposa S6 femenino                    |
| Jiang Yuyan | Natación                      | 400 m libre S6 femenino                      |
| Cai Liwen | Natación                      | 100 m espalda S11 femenino                   |
| Li Guizhi | Natación                      | 100 m libre S11 femenino                     |
| Zhang Li | Natación                      | 200 m libre S5 femenino                      |
| Zheng Tao | Natación                      | 50 m espalda S5 masculino                    |
| Zheng Tao | Natación                      | 50 m libre S5 masculino                      |
| Zheng Tao | Natación                      | 50 m mariposa S5 masculino                   |
| Zou Liankang | Natación                      | 50 m espalda S3 masculino                    |
| Jia Hongguang | Natación                      | 100 m espalda S6 masculino                   |
| Wang Jingang | Natación                      | 50 m mariposa S6 masculino                   |
| Zhou Yanfei Zheng Tao Lu Dong Jia Hongguang Yao Cuan Yuan Weiyi Zhang Li Wang Lichao                                                              | Natación                      | 4 × 50 m libre (20 ptos.) mixto              |
| Liu Jing | Tenis de mesa                 | Individual 1-2 femenino                      |
| Xue Juan | Tenis de mesa                 | Individual 3 femenino                        |
| Zhou Ying | Tenis de mesa                 | Individual 4 femenino                        |
| Zhang Bian | Tenis de mesa                 | Individual 5 femenino                        |
| Mao Jingdian | Tenis de mesa                 | Individual 8 femenino                        |
| Li Qian Liu Jing Xue Juan | Tenis de mesa                 | Equipo 1-3 femenino                          |
| Zhang Bian Zhang Miao Zhou Ying | Tenis de mesa                 | Equipo 4-5 femenino                          |
| Mao Jingdian Wang Rui Huang Wenjuan | Tenis de mesa                 | Equipo 6-8 femenino                          |
| Feng Panfeng | Tenis de mesa                 | Individual 3 masculino                       |
| Yan Shuo | Tenis de mesa                 | Individual 7 masculino                       |
| Zhao Shuai | Tenis de mesa                 | Individual 8 masculino                       |
| Feng Panfeng Zhao Ping Zhai Xiang | Tenis de mesa                 | Equipo 3 masculino                           |
| Cao Ningning Guo Xingyuan Zhang Yan | Tenis de mesa                 | Equipo 4-5 masculino                         |
| Chen Chao Liao Keli Yan Shuo | Tenis de mesa                 | Equipo 6-7 masculino                         |
| Ye Chaoqun Zhao Shuai Peng Weinan | Tenis de mesa                 | Equipo 8 masculino                           |
| Lian Hao Zhao Yiqing | Tenis de mesa                 | Equipo 9-10 masculino                        |
| Zhang Cuiping | Tiro                          | Rifle en tres posiciones 50 m SH1 femenino   |
| Dong Chao | Tiro                          | Rifle de aire de pie 10 m SH1 masculino      |
| Yang Chao | Tiro                          | Pistola de aire 10 m SH1 masculino           |
| Huang Xing | Tiro                          | Pistola 25 m SH1 mixto                       |
| Chen Minyi | Tiro con arco                 | Individual W1 femenino                       |
| He Zihao | Tiro con arco                 | Compuesto individual clase abierta masculino |
| Chen Minyi Zhang Tianxin | Tiro con arco                 | Equipo W1 mixto                              |
| Lin Yueshan He Zihao | Tiro con arco                 | Compuesto por equipos clase abierta mixto    |
| Plata |                               |                                              |
| Zhou Hongzhuan | Atletismo                     | 100 m T53 femenino                           |
| Zhou Hongzhuan | Atletismo                     | 800 m T53 femenino                           |
| Liu Cuiqing | Atletismo                     | 100 m T11 femenino                           |
| Jiang Fenfen | Atletismo                     | 200 m T37 femenino                           |
| Li Yingli | Atletismo                     | Disco F38 femenino                           |
| Yang Yue | Atletismo                     | Disco F64 femenino                           |
| Zhao Yuping | Atletismo                     | Jabalina F13 femenino                        |
| Mi Na | Atletismo                     | Peso F37 femenino                            |
| Xu Mian | Atletismo                     | Peso F57 femenino                            |
| Zhu Dening | Atletismo                     | 100 m T38 masculino                          |
| Dai Yunqiang | Atletismo                     | 800 m T54 masculino                          |
| Zhang Yong | Atletismo                     | Maratón T54 masculino                        |
| Zhong Huanghao | Atletismo                     | Salto de longitud T38 masculino              |
| Xu Tingting | Bádminton                     | Individual WH2 femenino                      |
| Liu Yutong Yin Menglu | Bádminton                     | Dobles WH1-WH2 femenino                      |
| Cheng Hefang Ma Huihui | Bádminton                     | Dobles SL3-SU5 femenino                      |
| Deng Mingzhu Lei Tianjiao Chen Xuejing Lyu Guidi Lin Suiling Dai Jiameng Yang Yan Chen Wenli Zhang Xuemei Huang Xiaolian Zhang Tonglei Chen Meier | Baloncesto en silla de ruedas | Torneo femenino                              |
| Yan Zhiqiang Zhang Qi Lan Zhijian | Bochas                        | Equipo BC1-2 mixto                           |
| Sun Bianbian | Ciclismo en ruta              | Ruta H5 femenino                             |
| Sun Bianbian | Ciclismo en ruta              | Contrarreloj H4-5 femenino                   |
| Wang Xiaomei | Ciclismo en pista             | Persecución individual C1-3 femenino         |
| Lai Shanzhang Wu Guoqing Li Zhangyu | Ciclismo en pista             | Velocidad por equipos C1-5 mixto             |
| Zhou Jingjing | Esgrima en silla de ruedas    | Florete individual B                         |
| Rong Jing | Esgrima en silla de ruedas    | Espada individual A femenino                 |
| Hu Daoliang | Esgrima en silla de ruedas    | Florete individual B masculino               |
| Hu Daoliang Tian Jianquan Sun Gang | Esgrima en silla de ruedas    | Espada por equipos masculino                 |
| Cai Changgui Chen Liangliang Hu Mingyao Yang Mingyuan Yu Qinquan Lai Liangyu                                                                      | Golbol                        | Torneo masculino                             |
| Cui Zhe | Levantamiento de potencia     | –45 kg femenino                              |
| Xiao Cuijuan | Levantamiento de potencia     | –55 kg femenino                              |
| Xu Lili | Levantamiento de potencia     | –73 kg femenino                              |
| Zheng Feifei | Levantamiento de potencia     | –86 kg femenino                              |
| Gu Xiaofei | Levantamiento de potencia     | –80 kg masculino                             |
| Ye Jixiong | Levantamiento de potencia     | –88 kg masculino                             |
| Zhou Yanfei | Natación                      | 50 m espalda S4 femenino                     |
| Zhou Yanfei | Natación                      | 150 m estilos SM4 femenino                   |
| Liu Daomin | Natación                      | 100 m braza SB6 femenino                     |
| Ma Jia | Natación                      | 100 m braza SB11 femenino                    |
| Jiang Yuyan | Natación                      | 100 m espalda S6 femenino                    |
| Wang Xinyi | Natación                      | 100 m espalda S11 femenino                   |
| Li Guizhi | Natación                      | 50 m libre S11 femenino                      |
| Zhang Li | Natación                      | 100 m libre S5 femenino                      |
| Cheng Jiao | Natación                      | 200 m estilos SM5 femenino                   |
| Cai Liwen | Natación                      | 200 m estilos SM11 femenino                  |
| Wang Lichao | Natación                      | 50 m mariposa S5 masculino                   |
| Wang Lichao | Natación                      | 100 m libre S5 masculino                     |
| Ruan Jingsong | Natación                      | 50 m espalda S5 masculino                    |
| Zou Liankang | Natación                      | 50 m libre S3 masculino                      |
| Yuan Weiyi | Natación                      | 50 m libre S5 masculino                      |
| Hua Dongdong | Natación                      | 50 m libre S11 masculino                     |
| Jia Hongguang | Natación                      | 50 m mariposa S6 masculino                   |
| Yang Feng | Natación                      | 100 m mariposa S8 masculino                  |
| Xu Haijiao | Natación                      | 200 m estilos SM8 masculino                  |
| Pan Jiamin | Tenis de mesa                 | Individual 5 femenino                        |
| Huang Wenjuan | Tenis de mesa                 | Individual 8 femenino                        |
| Xiong Guiyan | Tenis de mesa                 | Individual 9 femenino                        |
| Cao Ningning | Tenis de mesa                 | Individual 5 masculino                       |
| Zhang Cuiping | Tiro                          | Rifle de aire de pie 10 m SH1 femenino       |
| Huang Xing | Tiro                          | Pistola de aire 10 m SH1 masculino           |
| Zhao Lixue | Tiro con arco                 | Recurvo individual clase abierta masculino   |
| Qiu Junfei Xu Yixiao Hu Huizi Gao Wenwen Gong Bin Tang Xuemei Wang Li Wang Yanan Zhang Lijun Zhang Xufei Lyu Hongqin Zhao Meiling                 | Voleibol sentado              | Torneo femenino                              |
| Bronce |                               |                                              |
| Liang Yanfen | Atletismo                     | 100 m T12 femenino                           |
| Jiang Fenfen | Atletismo                     | 100 m T37 femenino                           |
| Zhou Hongzhuan | Atletismo                     | 400 m T53 femenino                           |
| Zhou Zhaoqian | Atletismo                     | 400 m T54 femenino                           |
| Yang Liwan | Atletismo                     | Jabalina F54 femenino                        |
| Wu Qing | Atletismo                     | Peso F36 femenino                            |
| Li Yingli | Atletismo                     | Peso F37 femenino                            |
| Di Dongdong | Atletismo                     | 100 m T11 masculino                          |
| Dai Yunqiang | Atletismo                     | 400 m T54 masculino                          |
| Wang Yang | Atletismo                     | 800 m T34 masculino                          |
| Fu Xinhan | Atletismo                     | Peso F35 masculino                           |
| Yin Menglu | Bádminton                     | Individual WH1 femenino                      |
| Ma Huihui | Bádminton                     | Individual SL4 femenino                      |
| Qian Wangwei | Ciclismo en pista             | 500 m contrarreloj C1-3 femenino             |
| Li Zhangyu | Ciclismo en pista             | Persecución individual C1 masculino          |
| Liang Guihua | Ciclismo en pista             | Persecución individual C2 masculino          |
| Rong Jing | Esgrima en silla de ruedas    | Florete individual A femenino                |
| Bian Jing | Esgrima en silla de ruedas    | Espada individual A femenino                 |
| Xiao Rong | Esgrima en silla de ruedas    | Sable individual B femenino                  |
| Tian Jianquan | Esgrima en silla de ruedas    | Espada individual A masculino                |
| Tian Jianquan | Esgrima en silla de ruedas    | Sable individual A masculino                 |
| Cai Liwen | Natación                      | 100 m libre S11 femenino                     |
| Cai Liwen | Natación                      | 400 m libre S11 femenino                     |
| Yao Cuan | Natación                      | 100 m braza SB4 femenino                     |
| Feng Yazhu | Natación                      | 50 m espalda S2 femenino                     |
| Li Guizhi | Natación                      | 100 m espalda S11 femenino                   |
| Jiang Yuyan | Natación                      | 100 m libre S7 femenino                      |
| Cheng Jiao | Natación                      | 50 m mariposa S5 femenino                    |
| Wang Lichao | Natación                      | 50 m espalda S5 masculino                    |
| Wang Lichao | Natación                      | 50 m libre S5 masculino                      |
| Yang Bozun | Natación                      | 100 m braza SB11 masculino                   |
| Yang Bozun | Natación                      | 100 m espalda S11 masculino                  |
| Yang Guanglong | Natación                      | 100 m braza SB8 masculino                    |
| Yang Guanglong | Natación                      | 200 m estilos SM8 masculino                  |
| Li Junsheng | Natación                      | 100 m braza SB5 masculino                    |
| Liu Fengqi | Natación                      | 100 m espalda S8 masculino                   |
| Yuan Weiyi | Natación                      | 50 m mariposa S5 masculino                   |
| Hua Dongdong | Natación                      | 400 m libre S11 masculino                    |
| Jia Hongguang | Natación                      | 200 m estilos SM6 masculino                  |
| Liu Shuang Jiang Jijian | Remo                          | Scull doble PR2Mix2x mixto                   |
| Li Yujie | Taekwondo                     | –58 kg femenino                              |
| Gu Xiaodan | Tenis de mesa                 | Individual 4 femenino                        |
| Zhang Miao | Tenis de mesa                 | Individual 4 femenino                        |
| Zhao Xiaojing Xiong Guiyan | Tenis de mesa                 | Equipo 9-10 femenino                         |
| Zhai Xiang | Tenis de mesa                 | Individual 3 masculino                       |
| Liao Keli | Tenis de mesa                 | Individual 7 masculino                       |
| Peng Weinan | Tenis de mesa                 | Individual 8 masculino                       |
| Wu Chunyan | Tiro con arco                 | Recurvo individual clase abierta femenino    |
| Ai Xinliang | Tiro con arco                 | Compuesto individual clase abierta masculino |
| Zhao Lixue Wu Chunyan | Tiro con arco                 | Recurvo por equipos clase abierta mixto      |
| Wang Yue | Yudo                          | –63 kg femenino                              |